# فرايبورغ (أونشتروت)
فريبورغ (اون‌اشتروت) (بالألمانية: Freyburg, Germany) هي بلدة ألمانية و مدينة تقع في ألمانيا في Unstruttal.  يقدر عدد سكانها بـ 5,196 نسمة .

## أعلام
- فريدريش لودويغ يان
- ريتشارد شمبورك
- هاينريش فون فيلدكه
- روبرت هرمان شمبورك
- إرنست نيوفيرت